# Carlos Alzate
Carlos Eduardo Alzate Escobar (Tuluá, 23 maart 1983) is een Colombiaans wielrenner die anno 2018 rijdt voor UnitedHealthcare Professional Cycling Team.

## Overwinningen
2004
4e etappe Ronde van Colombia, Beloften
2005
7e en 12e etappe International Cycling Classic
2006
8e etappe Ronde van El Salvador
2008
12e etappe International Cycling Classic
2012
4e etappe Cascade Cycling Classic
2016
3e etappe Joe Martin Stage Race

## Resultaten in voornaamste wedstrijden
| Jaar |  | WK op de weg |
| ---- |  | ------------ |
| 2015 |  | opgave       |
| 2016 |  | opgave       |

## Ploegen
- 2007 –  Colombia es Pasión
- 2008 –  Toshiba-Santo Pro Cycling presented by Herbalife
- 2011 –  Team Exergy
- 2012 –  Team Exergy
- 2013 –  UnitedHealthcare Pro Cycling Team (vanaf 1-7)
- 2014 –  UnitedHealthcare Professional Cycling Team
- 2015 –  UnitedHealthcare Professional Cycling Team
- 2016 –  UnitedHealthcare Professional Cycling Team
- 2017 –  UnitedHealthcare Professional Cycling Team
- 2018 –  UnitedHealthcare Professional Cycling Team